# Иваново Поље
Иваново Поље је насељено место у саставу општине Дежановац у Бјеловарско-билогорској жупанији, Република Хрватска.

## Историја
До територијалне реорганизације у Хрватској налазило се у саставу старе општине Дарувар.

## Становништво
На попису становништва 2011. године, Иваново Поље је имало 233 становника.

## Попис 1991.
На попису становништва 1991. године, насељено место Иваново Поље је имало 258 становника, следећег националног састава:
| Попис 1991.‍  | Попис 1991.‍  | Попис 1991.‍ | Попис 1991.‍ | Попис 1991.‍ |
| ------------ | ------------ | ----------- | ----------- | ----------- |
|              |              |             |             |             |
| Хрвати       | Хрвати       |             | 156         | 60,46%      |
| Срби         | Срби         |             | 54          | 20,93%      |
| Чеси         | Чеси         |             | 28          | 10,85%      |
| Мађари       | Мађари       |             | 7           | 2,71%       |
| Југословени  | Југословени  |             | 3           | 1,16%       |
| Муслимани    | Муслимани    |             | 1           | 0,38%       |
| Немци        | Немци        |             | 1           | 0,38%       |
| неопредељени | неопредељени |             | 1           | 0,38%       |
| регион. опр. | регион. опр. |             | 4           | 1,55%       |
| непознато    | непознато    |             | 3           | 1,16%       |
| укупно: 258  |              |             |             |             |